# Jake Schreier

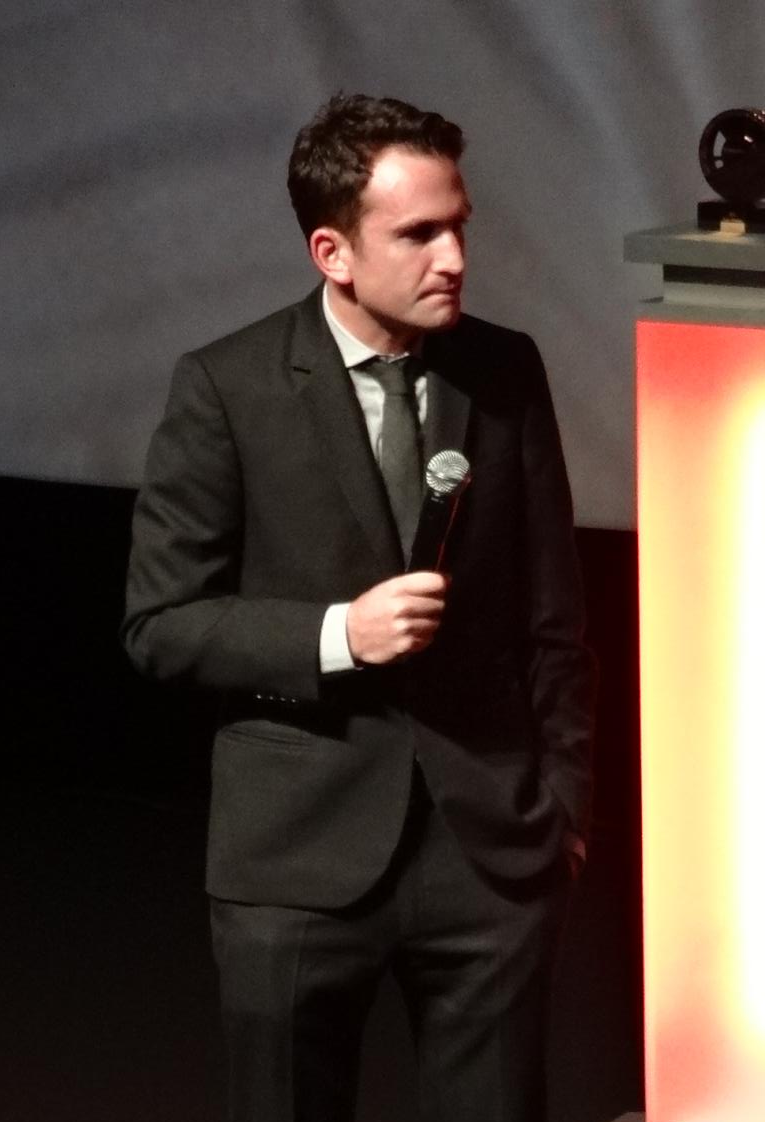
Jake Schreier (2012)

Jake Schreier (* 29. September 1981 in Berkeley, Kalifornien) ist ein US-amerikanischer Regisseur und Filmproduzent, der durch die Kinoproduktionen Robot & Frank und Margos Spuren international bekannt wurde.

## Leben und Karriere

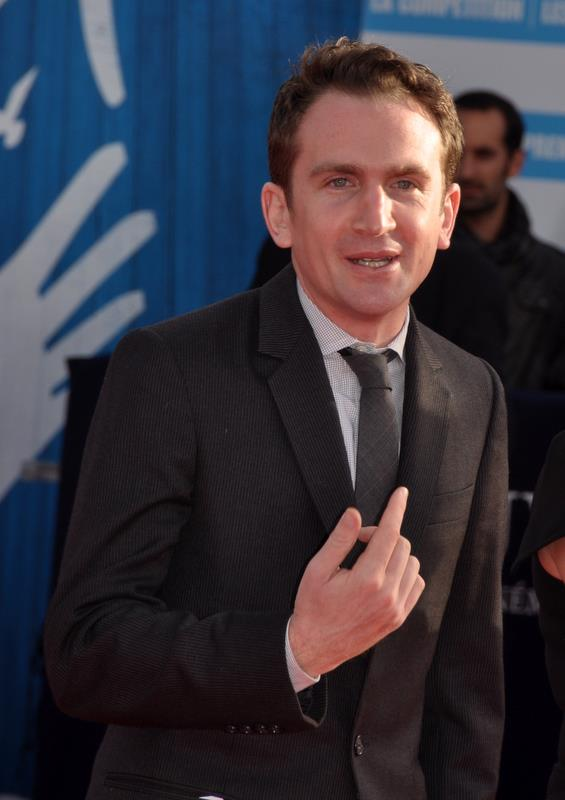
Jake Schreier (2012)

Jake Schreier, geboren 1981 als Sohn einer Akademiker-Familie aus Berkeley, war Absolvent der Tisch School of the Arts der New York University im Jahr 2003. Er begann seine Karriere mit Kurzfilmen und Musikvideos. Im Jahr 2006 unterzeichnete er einen Kontrakt mit der Firma Park Pictures und erschien auf den Listen der Best New Directors in den Bereichen Kreativität, Shots, Boards und Shoot Magazines. Darüber hinaus arbeitete Schreier mit namhaften Agenturen wie Goodby, Silverstein & Partners, Heat, Mcgarrybowen und TBWA Partnerschaft und inszenierte Marketing-Kampagnen für Kunden wie The Bouqs, Absolut, Comcast, Playstation, EA Sports, Verizon oder Time Warner Cable. Schreier hat auch eine Reihe von Musikvideos für Bands wie My Morning Jacket oder Francis and the Lights gedreht.
Im Jahr 2012 gab Jake Schreier dann sein Debüt als Spielfilmregisseur. Mit dem Science-Fiction-Film Robot & Frank inszenierte er eine Tragikomödie mit Frank Langella, Susan Sarandon, James Marsden, Liv Tyler und Peter Sarsgaard in den Hauptrollen. Der Film feierte seine Premiere auf dem Sundance Film Festival 2012, wo er mit dem Alfred P. Sloane Preis ausgezeichnet wurde. Zudem gewann er eine Nominierung in der Kategorie Grand Special Prize beim Festival des amerikanischen Films. 2015 kam unter seiner Regie das Mystery-Drama Margos Spuren, eine Verfilmung des gleichnamigen Romans von John Green, in die Kinos. In den Hauptrollen spielten Nat Wolff, Cara Delevingne und Austin Abrams. Danach arbeitete er vor allem an verschiedenen Fernsehserien mit, außerdem inszenierte er weitere Musikvideos. 2025 wird seine Comicverfilmung Thunderbolts* als Teil des Marvel Cinematic Universe veröffentlicht werden.
Schreier ist Gründungsmitglied der in Brooklyn beheimateten Produktionsfirma Waverly Films.

## Auszeichnungen
- 2012: Award in der Kategorie Alfred P. Sloane Preis beim Sundance Film Festival für Robot & Frank
- 2012: Award-Nominierung in der Kategorie Grand Special Prize beim Festival des amerikanischen Films für Robot & Frank
- 2012: Sitges – Catalonian International Film Festival Award in der Kategorie Audience Award für Robot & Frank
- 2012: Sitges – Catalonian-International-Film-Festival-Award-Nominierung in der Kategorie Maria für Robot & Frank

## Filmografie

### Als Regisseur
- 2005: Christopher Ford Sees a Film (Kurzfilm)
- 2012: Robot & Frank
- 2013: Alpha House (Fernsehserie, 1 Episode)
- 2015: Margos Spuren (Paper Towns)
- 2016: Shameless – Nicht ganz nüchtern (Shameless, Fernsehserie, 1 Episode)
- 2016: Cashmere Cat featuring Selena Gomez & Tory Lanez: Trust Nobody (Musikvideo)
- 2017–2018: I’m Dying Up Here (Fernsehserie, 2 Episoden)
- 2017: Alana Haim: Want You Back (Musikvideo)
- 2018–2019: Lodge 49 (Fernsehserie, 6 Episoden)
- 2018–2020: Kidding (Fernsehserie, 6 Episoden)
- 2019: Kanye West: Jesus Is King (Musikvideos des Albums)[4]
- 2019: Benny Blanco & Tainy & Selena Gomez and J Balvin: I Can’t Get Enough (Musikvideo)
- 2019: Kanye West: Closed On Sunday (Musikvideo)
- 2021: Dave (Fernsehserie, 1 Episode)
- 2021: Brand New Cherry Flavor (Fernsehserie, 2 Episoden)
- 2021: The Premise (Fernsehserie, 1 Episode)
- 2022: Minx (Fernsehserie, 1 Episode)
- 2023: Beef (Fernsehserie, 6 Episoden)
- 2024: Star Wars: Skeleton Crew (Fernsehserie, 1 Episode)
- 2025: Thunderbolts*

### Als Filmproduzent
- 2011: Natural Selection
- 2011: Magic Valley
- 2012: First Winter